# 洪洞西站
洪洞西站，位于中华人民共和国山西省临汾市洪洞县龙马乡龙张村，是大西高速铁路上的高铁站，于2014年7月1日启用营运，由中国铁路太原局集团侯马车务段管辖。

## 歷史
- 2014年7月1日，随着大西客运专线太原－西安段通车启用。 [3]

## 车站结构
车站候车室仅有一层，售票处与候车室相连。
车站设2台4线，其中正线2条，到发线2条，站台为两座侧式站台。

| 西↑ |      |                                                              |  |
|     | 侧式 |                                                              |  |
|     | 2    | 到发线                                                       |  |
| Ⅱ道 | 无   | （临汾西站）大西高速铁路 上行正线 往怀仁东站方向（霍州东站） |  |
| Ⅰ道 | 无   | （临汾西站）大西高速铁路 下行正线 往西安北站方向（霍州东站） |  |
|     | 1    | 到发线                                                       |  |
|     | 侧式 |                                                              |  |
| 东↓ | 站房 | 进出站、接驳交通                                             |  |

## 車站周邊
- 洪洞县龙马派出所
- 龙马乡政府
- 洪洞县龙马地税所
- 龙马育新学校

## 外部連結
- 中国铁路客户服务中心 （页面存档备份，存于）